# Phragmipedium warszewiczianum
Phragmipedium warszewiczianum là một loài lan phân bố từ Colombia đến Ecuador.

## Hình ảnh

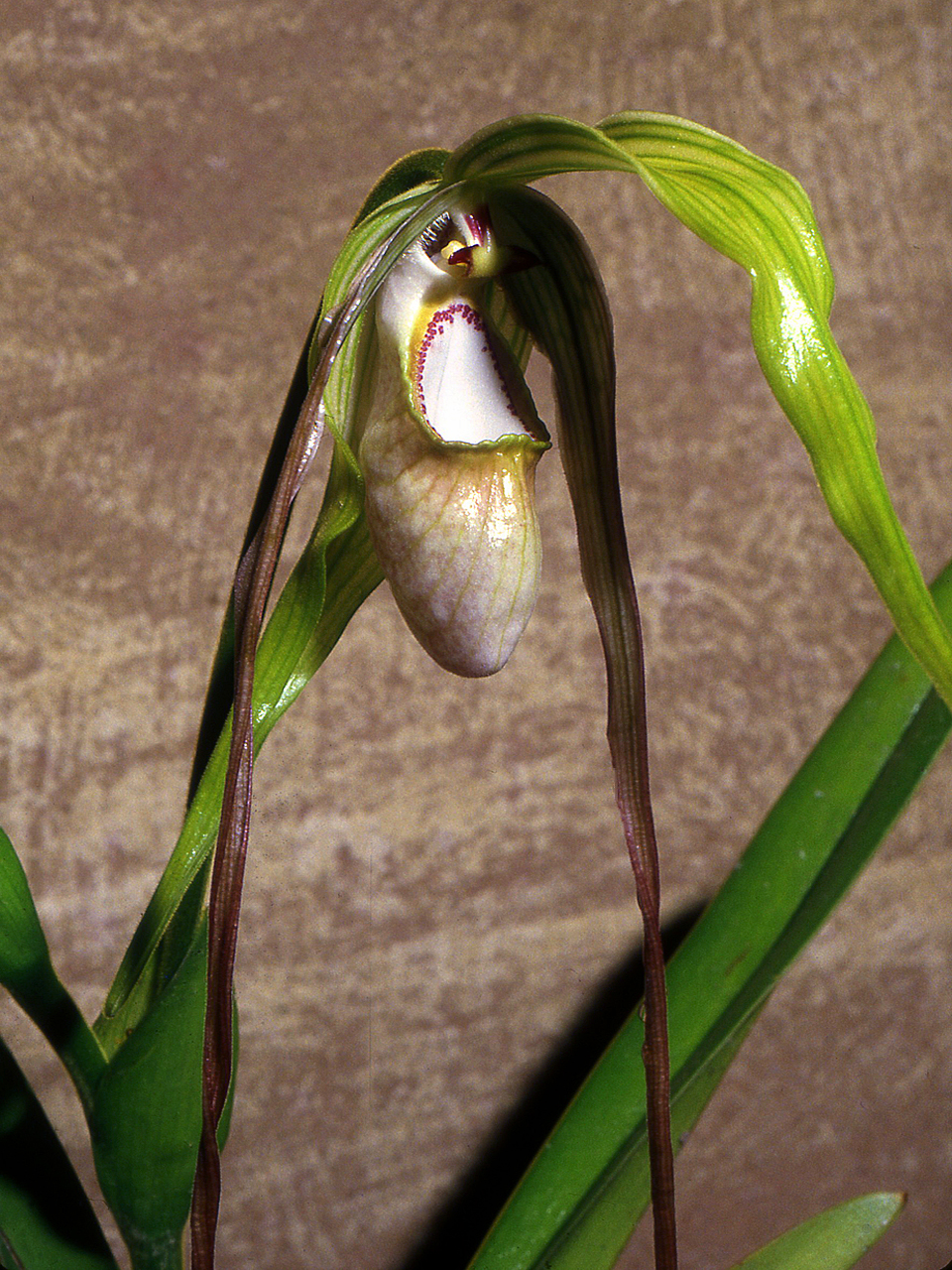
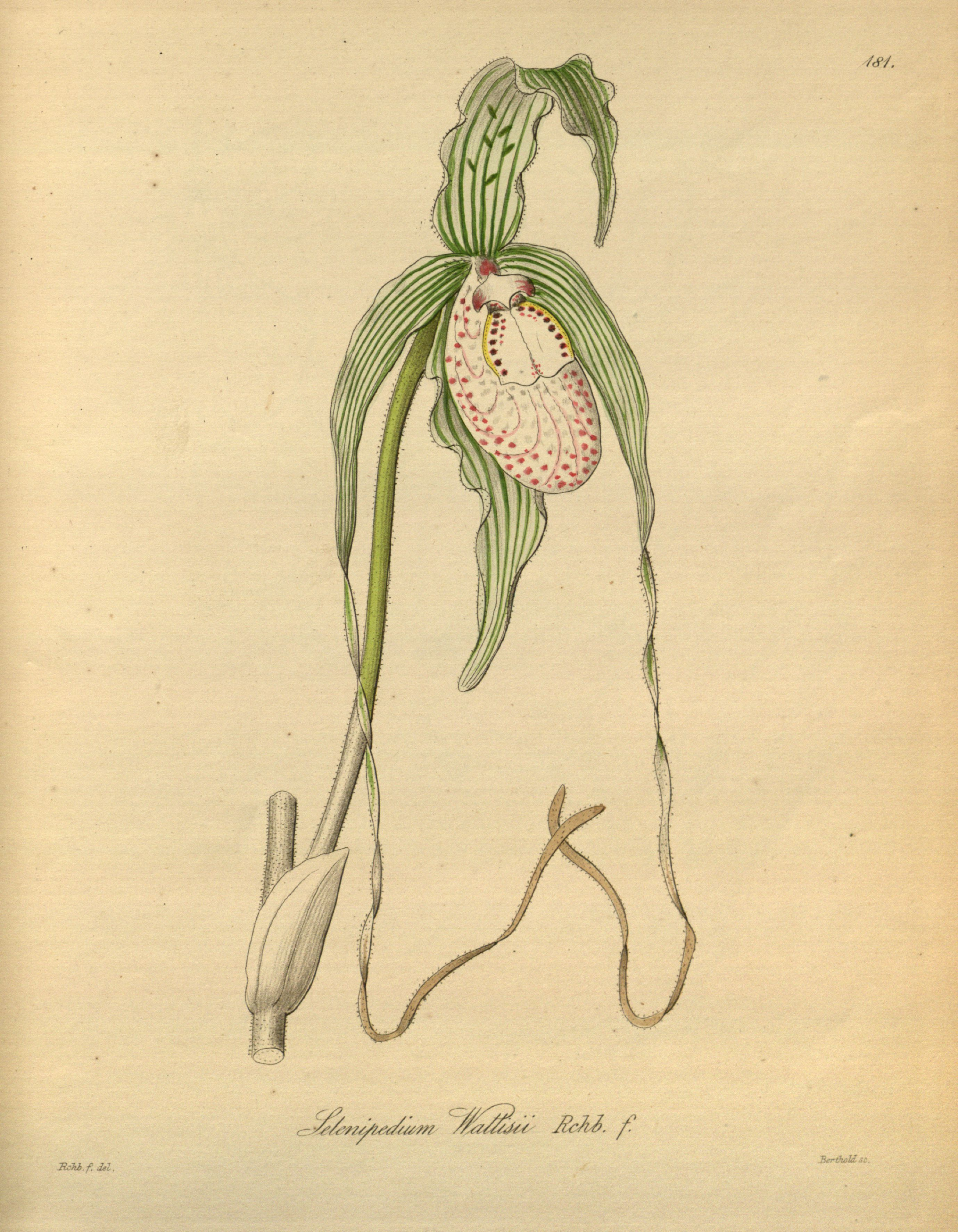
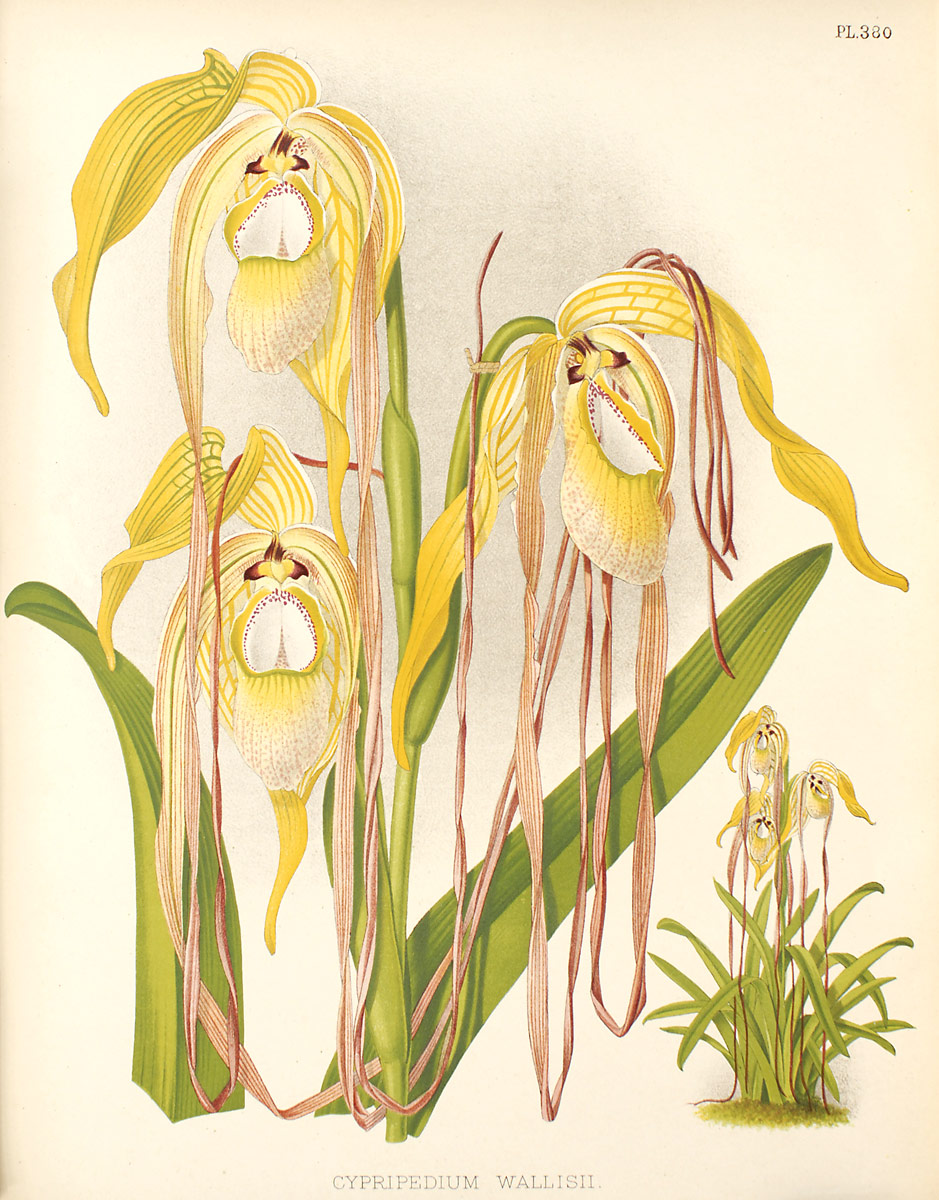